# Устика
Устика је насеље у Италији у округу Палермо, региону Сицилија.
Према процени из 2011. у насељу је живело 819 становника. Насеље се налази на надморској висини од 60 м.